# Оскар Абай-Немеш
Оскар Абай-Немеш (угор. Oszkár Abay-Nemes, 22 вересня 1913 — 30 січня 1959) — угорський плавець.
Бронзовий медаліст Олімпійських Ігор 1936 року.